# Wolt
Wolt је финско технолошко предузеће познато по платформи за доставу хране и робе. На апликацији којом управља (iOS и Android) или веб-сајту, купци могу наручити храну и друге артикле из ресторана или продавница, а након тога да преузму своју поруџбину преко курирских партнера платформе.
У новембру 2021. DoorDash је најавио да ће купити Wolt. Договор је завршен у јуну 2022.

## Покретање
- 2014: Финска
- 2016: Шведска и Естонија
- 2017: Данска, Летонија и Литванија
- 2018: Грузија, Израел, Мађарска, Норвешка, Пољска, Хрватска и Чешка
- 2019: Азербејџан, Грчка, Казахстан, Словачка, Словенија и Србија
- 2020: Јапан, Кипар, Малта и Немачка